# Yohei Kajiyama
Yohei Kajiyama (Tòquio, 24 de setembre de 1985) és un futbolista japonès.

## Selecció japonesa
Va formar part de l'equip olímpic japonès als Jocs Olímpics d'estiu de 2008.